# Zaslonska slika
Zaslonska slika ali zajem zaslona je slika, ki predstavlja posnetek celega ali dela računalniškega zaslona.
Običajno jih zajamemo s pomočjo posebnih programov ali pa je ta možnost že vključena v operacijski sistem. Slika se prenese v odložišče (clipboard).
Zaslonske slike so pogosto uporabljene za:
- izdelavo sprotne pomoči
- priročnike
- predstavitve
- prospekte

## Kako zajeti zaslonsko sliko

### Microsoft Windows
V Microsoft Windows se lahko zajame celoten zaslon s pritiskom na tipko Print screen, s pritiskom na ALT + Print Screen pa se zajame samo vsebino aktivnega okna. Zajeta slika se prenese na odložišče (clipboard) od koder se jo lahko s prilepljanjem (Paste oziroma Ctrl + V) prenese v ustrezni program.
Obstajajo tudi specializirane programske rešitve, ki ponujajo večjo funkcionalnost in/ali olajšajo zajem.

## Avtorske pravice
Nekatera podjetja menijo, da so zaslonske slike zaščitene, kot del pripadajoče programske opreme (glej en:Trusted computing).